# Dryobotodes intermissa
Dryobotodes intermissa là một loài bướm đêm trong họ Noctuidae.